# Grzegorz Ryś
Grzegorz Wojciech Ryś (nacido el 9 de febrero de 1964) es eclesiástico católico polaco, arzobispo de Łódź desde 2017. Fue obispo auxiliar de Cracovia de 2011 a 2017. También se desempeñó como administrador apostólico de Kalisz de 2020 a 2021.

## Biografía
Ryś nació el 9 de febrero de 1964 en Cracovia. 
De 1982 a 1988 estudió en la Facultad de Teología y en la Facultad de Historia de la Iglesia de la Pontificia Academia de Teología de Cracovia, así como en el Seminario Mayor de la Arquidiócesis de Cracovia.
En 1994, Ryś obtuvo un doctorado en ciencias teológicas basado en su disertación sobre la piedad popular medieval en Polonia. En 2000, después de haber completado una disertación sobre Jan Hus, Ryś obtuvo un título de posdoctorado en el campo de la historia.

### Sacerdocio
Su ordenación sacerdotal fue el 22 de mayo de 1988, en la Catedral de Wawel, por el cardenal-arzobispo Franciszek Macharski; incardinándose en la arquidiócesis de Cracovia.
De 1988 a 1989, Ryś trabajó como vicario en la parroquia de las Santas Margarita y Catalina en Kęty. De 2004 a 2007 fue director de los Archivos del Capítulo Metropolitano de Cracovia. También fue comentarista de las peregrinaciones de Juan Pablo II en la televisión y la radio polaca. Después de la muerte de este último, Ryś coorganizó vigilias, mientras que durante el proceso de beatificación formó parte de la comisión histórica del Tribunal Rogatorio.
Se convirtió en el jefe del Departamento de Historia de la Iglesia en la Edad Media y del Departamento de Historia Antigua y Medieval en el Instituto de Historia de la Facultad de Historia y Patrimonio Cultural de la Universidad Pontificia de Juan Pablo II (anteriormente Academia Pontificia de Teología). De 2007 a 2011, Ryś fue rector del Seminario Mayor de la Arquidiócesis de Cracovia. En los años 2010 y 2011, también se desempeñó como presidente de la Conferencia de Rectores del Seminario Teológico de Polonia.

### Episcopado
El 16 de julio de 2011, Ryś fue nombrado por el papa Benedicto XVI obispo auxiliar de la Arquidiócesis de Cracovia, así como obispo titular de Arcavica.  Fue ordenado el 28 de septiembre de 2011 en la Catedral de Wawel, a manos del cardenal-arzobispo Stanisław Dziwisz. Ryś eligió "Virtus in infirmitate" (Poder en la debilidad) como lema de su episcopado.

#### Arzobispo de Łódź
El 14 de septiembre de 2017, el papa Francisco nombró a Ryś arzobispo de Łódź. Fue instalado como arzobispo en la Catedral Basílica de San Estanislao Kostka el 4 de noviembre de 2017. El 29 de junio de 2018 recibió su palio en una ceremonia en la basílica de San Pedro en Roma, y se lo impuso el 5 de octubre, en la catedral de Łódź por el arzobispo Salvatore Pennacchio, nuncio apostólico en Polonia.
En 2018, Ryś convocó el cuarto sínodo en la historia de la Arquidiócesis de Łódź, que consideró introducir un diaconado permanente para combatir la escasez de sacerdotes. En 2019, introdujo un diaconado permanente dentro de su arquidiócesis, y también creó el Seminario Misionero Diocesano Internacional para la nueva Evangelización de la Redemptoris Mater para los seminaristas que forman parte del Camino Neocatecumenal.
El 25 de junio de 2020, el Papa Francisco nombró a Ryś Administrador Apostólico sede plena de la Diócesis de Kalisz, mientras que el obispo Edward Janiak fue investigado por cargos de haber protegido a "sacerdotes depredadores" que cometieron actos de abuso sexual. Fue nombrado Administrador Apostólico sede vacante cuando el Papa Francisco aceptó la renuncia de Janiak el 17 de octubre de 2020. Su misión terminó con la instalación del nuevo obispo de Kalisz, Damian Bryl.
El 21 de noviembre de 2020, el Papa Francisco lo nombró miembro de la Congregación para los Obispos.

### Cardenalato
El 9 de julio de 2023, durante el Ángelus del papa Francisco, se hizo público que sería creado cardenal. Fue creado cardenal por el papa Francisco durante el consistorio del 30 de septiembre del mismo año, con el titulus de cardenal presbítero de Santos Cirilo y Metodio.
El 4 de octubre de 2023 fue nombrado miembro del Dicasterio para el Culto Divino y la Disciplina de los Sacramentos y del Dicasterio para los Obispos.